# بونتونس
بلدية بونتونس (بالكاتالانية: Pontons) هي إحدى بلديات مقاطعة برشلونة، والتي تقع في منطقة كاتالونيا، شرق إسبانيا.
يبلغ عدد سكانها 556 نسمة وفقاً لإحصائية سنة (2007).